# Сапега, Михаил Антоний
Миха́ил Анто́ний Сапе́га (10/12 марта 1711, Кенигсберг — 11 октября 1760, Слоним) — государственный деятель Великого княжества Литовского, ловчий великий литовский (1739—1746), воевода подляшский (1746—1752), подканцлер литовский (1752—1760), староста мстиславский (с 1757 года).
Владел Старым и Новым Быховом, Барколабовом, Турцом, Добосной, Деречином, Зельвой, Лунной и Шкудами.

## Биография
Происходил из черейско-ружанской линии магнатского рода Сапег герба «Лис», младший (четвертый) сын маршалка великого литовского Александра Павла Сапеги (1672—1734) и Марии Криштины де Бетюн.
Первые годы жизни проживал в Кенигсберге, где проживала в это время большая часть членов рода Сапег, поддерживавшая кандидатуру Станислава Лещинского. В Литве по приказу Августа Сильного Сапеги лишились своих владений и титулов. В 1716 году Михаил Антоний Сапега с родителями впервые прибыл в Польшу, но затем вернулся в Восточную Пруссию. В 1720-1721 годах учился в Кенигсберге.
В 1732 году Михаил Антоний Сапега был первый раз избрал послом на сейм. В 1731 и 1742 годах избирался депутатом Трибунала Великого княжества Литовского.
В 1733 году Михаил Антоний Сапега не участвовал на элекционном сейме. В это время он женился на своей родственнице Катарине Луизе Сапеге, дочери великого гетмана литовского Яна Казимира Сапеги. Родственные отношения со сторонниками Станислава Лещинского привели молодоженов к аресту и депортации в Ригу. В августе 1734 года при поддержке великого гетмана литовского князя Михаила Сервация Вишневецкого Михаил Антоний Сапега был помилован новым польским королём Августом III и вернулся на родину.
В 1738-1740 годах Михаил Антоний Сапега вместе со старшим братом, епископом-коадъютером виленским Юзефом Станиславом, занимался имущественными спорами с Радзивиллами и сблизился с магнатской партией Чарторыйских («Фамилией»).
В 1739 году Михаил Антоний Сапега получил должность ловчего великого литовского. В 1740 году получил опеку над своими племянниками Александром Михаилом и Михаилом Ксаверием Сапегами, сыновьями своего умершего старшего брата Казимира Леона. В 1743 году был избран маршалком Литовского Трибунала. В 1744 году стал кавалером Ордена Белого Орла.
В 1746 году Михаил Антоний Сапега был избран послом на сейм от Слонимского повета. В том же году получил должность воеводы подляшского. С 1749 года, работая в Трибунале Великого княжества Литовского, находился в тесной связи с Фамилией. В 1752 году при поддержке своего тестя, великого канцлера литовского Михаила Фредерика Чарторыйского, получил должность подканцлера литовского и стал командиром гусарской хоругви в литовском войске.
В связи с обострением ситуации в Литве и началом Семилетней войны Михаил Антоний Сапега отошел от Фамилии и начал самостоятельную политическую карьеру. В 1757 году при содействии русского правительства получил во владение Мстиславское староство, которое он в том же году передал своему клиенту Николаю Тадеушу Лопатинскому. В 1757 году содействовал примирению Чарторыйских с Радзивиллами, сблизившись с последними. В конце 1758 года добился полной самостоятельности от Чарторыйских. До самой своей смерти занимал нейтральную политическую позицию и работал в Литовском Трибунале.

## Награды
- Орден Святого Александра Невского (05.06.1757).

## Семья и дети
Антоний Михаил Сапега был трижды женат. 29 июня 1733 года первым браком женился на Катарине Людвике Сапеге (1718—1779), дочери великого гетмана литовского Яна Казимира Сапеги (ум. 1730) и Людвики Опалинской.
В 1745 году развелся с первой женой и вторично женился на княгине Текле Розе Радзивилл (1703—1747), дочери канцлера великого литовского Кароля Станислава Радзивилла (1669—1719) и Анны Екатерины Сангушко (1676—1746), вдове великого гетмана литовского Михаила Сервация Вишневецкого.
В 1748 году в третий раз женился на княгине Александре Чарторыйской (1730—1798), дочери каштеляна виленского и великого канцлера литовского князя Михаила Фредерика Чарторыйкого (1696—1775) и Элеоноры Моники Вальдштейн (1710—1792). От трёх браков не имел детей.